# Chlamisus huachucae
Chlamisus huachucae är en skalbaggsart som först beskrevs av Schaeffer 1906.  Chlamisus huachucae ingår i släktet Chlamisus och familjen bladbaggar. Inga underarter finns listade i Catalogue of Life.